# Tetraneura polychaeta
Tetraneura polychaeta är en insektsart. Tetraneura polychaeta ingår i släktet Tetraneura och familjen långrörsbladlöss. Inga underarter finns listade i Catalogue of Life.